# Cryptopygus maximus
Cryptopygus maximus är en urinsektsart som beskrevs av Louis Deharveng 1981. Cryptopygus maximus ingår i släktet Cryptopygus och familjen Isotomidae. Inga underarter finns listade i Catalogue of Life.